# Österreichisches Ehrenzeichen für Wissenschaft und Kunst / Österreichisches Ehrenkreuz für Wissenschaft und Kunst
Österreichisches Ehrenzeichen für Wissenschaft und Kunst / Österreichisches Ehrenkreuz für Wissenschaft und Kunst – trzyklasowe austriackie odznaczenie cywilne nadawane w latach 1934–1938 i od 1955. Następca cesarskiej austro-węgierskiej Odznaki Honorowej za Dzieła Sztuki i Umiejętności.
Przyznawane jest w I klasie osobom, które zdobyły uznanie i szacunek dzięki szczególnie wysokim osiągnięciom w dziedzinach nauki lub sztuki, zarówno w kraju jak i za granicą. Klasa II i III są przeznaczone dla osób będących, dzięki swoim osiągnięciom, artystami lub naukowcami rozpoznawalnymi w Austrii i poza nią.
W najwyższej klasie odznaka ma wygląd komandorii wieszanej na wstędze na szyi, w drugiej klasie to odznaka bez wstążki przypinana do piersi (jak gwiazda orderowa), a w ostatniej klasie odznaka jest mocowana do składanej w trójkąt wstążki. 
Pierwszą klasą może być jednocześnie odznaczonych 36 Austriaków (18 za naukę i 18 za sztukę) oraz 36 obcokrajowców.

## Podział na klasy
| Klasy | Nazwa austriacka (terminologia międzynar.) | Nazwa austriacka (terminologia austr.) |
| I     | Ehrenzeichen                               | Ehrenzeichen                           |
| II    | Offizierskreuz                             | Ehrenkreuz I. Klasse                   |
| III   | Krzyż Kawalerski                           | Krzyż Honorowy                         |